# Oberkommando der Wehrmacht

Vlajka velitele OKW (1938–1941)

Vlajka velícího důstojníka OKW s hodností Generalfeldmarschall (1941-1945)

Oberkommando der Wehrmacht (česky Vrchní velení ozbrojených sil nebo též Vrchní velení Wehrmachtu, zkratka OKW) představovalo součást velitelské struktury německých ozbrojených sil za druhé světové války. Teoreticky sloužilo jako generální štáb v Hitlerově Třetí říši.
Mělo za úkol koordinovat válečné cíle německé pozemní armády (Heer), válečného námořnictva (Kriegsmarine) a letectva (Luftwaffe) a jako Hitlerův válečný štáb převáděl jeho představy do konkrétní podoby vojenských rozkazů. V praxi měl však malý vliv na nejvyšší velení jednotlivých složek armády. S tím, jak se vyvíjela válečná situace, však OKW postupně převzal přímé velení nad jednotkami na Západě. To vytvořilo situaci, kdy od roku 1942 OKW bylo de facto přímým velitelstvím pro jednotky na Západě, zatímco Oberkommando des Heeres (OKH, Vrchní velení pozemních sil) de facto řídilo jednotky na ruské frontě.
OKW bylo zformováno v roce 1938 po aférách Blomberga a Fritsche, které vedlo k Blombergovu odstranění a ke zrušení Reichswehrministeria (úřadu Říšského ministra ozbrojených sil).
Existovala zde rivalita mezi OKW a OKH. Protože většinu válečných operací během druhé světové války prováděla (s leteckou podporou) pozemní armáda, požadovalo OKH kontrolu nad veškerými německými ozbrojenými silami. Hitler však rozhodl proti OKH ve prospěch OKW.
OKW řídilo vojenské operace na Západní frontě, v Africe a v Itálii. V případě operací na Západě existovaly další rozpory mezi OKW a Oberbefehlshaber West (OBW – Vrchní velitel Západ), kterým byl polní maršál Gerd von Rundstedt (později polní maršál Günther von Kluge).
Velitelská struktura německých vojenských složek se dále ještě štěpila na vlastní velitelství námořnictva (Oberkommado der Marine – OKM) a letectva (Oberkommando der Luftwaffe – OKL, Hermann Göring), která, ač teoreticky podřízená, měla velkou nezávislost na OKW a OBW.
OKW řídil Wilhelm Keitel a ten se odpovídal přímo Hitlerovi, od kterého pocházela velká část operačních rozkazů a který sám sebe jmenoval Oberster Befehlshaber der Wehrmacht (Nejvyšším velitelem ozbrojených sil) a Oberbefehlshaber des Heeres (velitelem OKW).
OKW byla obžalována norimberským válečným tribunálem jako zločinecká organizace, ale byla zproštěna obžaloby. Keitel a Jodl byli však odsouzeni k trestu smrti a pověšeni. Jodl byl rehabilitován v Německu v roce 1952, šest let po své smrti.